# 瓦利哈諾夫山
71°49′S 12°15′E / 71.817°S 12.250°E
瓦利哈諾夫山（英語：Mount Valikhanov）是南極洲的山峰，位於東部南極洲的毛德皇后地，屬於沃爾塔特山脈中南彼得曼山脈的一部分，處於米羅特沃爾采夫山西北面1.9公里，海拔高度2,800米，該山峰由德國的探險隊發現。